# Lagriinae
Lagriinae Latreille, 1825 è una sottofamiglia di coleotteri tenebrionidi, diffusa in tutto il mondo, soprattutto nelle zone tropicali.

Come gli alleculidi, anche i lagriini furono originariamente descritti come una famiglia a sé (Lagriidae).

## Morfologia
I Lagriinae sono caratterizzati da corpo piriforme, cioè allargato posteriormente, testa arrotondata, antenne filiformi e relativamente corte.

Le specie del genere Lagria, comunemente diffuse nel bacino del Mediterraneo e in Europa, sono caratterizzate anche da tegumenti molli, corpo pubescente e ultimo articolo delle antenne molto più allungato dei precedenti.

## Sistematica
I Lagriinae sono suddivisi in numerose tribù:
- Adeliini Kirby, 1828
- Belopini Reitter, 1917
- Chaerodini Doyen, Matthews and Lawrence, 1990
- Cossyphini Latreille, 1802
- Goniaderini Lacordaire, 1859
- Laenini Seidlitz, 1895
- Lagriini Latreille, 1825
- Lupropini Ardoin, 1958
- Pycnocerini Lacordaire, 1859

### In Italia
In Italia si incontrano i generi Laena (Adelini), Cossyphus (Cossyphini), Lagria (Lagriini) e Belopus (Belopini).
- Laena Latreille, 1829
  - Laena viennensis Sturm, 1807
- Cossyphus Olivier, 1795
  - Cossyphus moniliferus Chevrolat, 1829
  - Cossyphus tauricus Steven, 1829
- Belopus Gebien, 1911
  - sottogenere Belopus s. str.
    - Belopus elongatus Herbst, 1797
      - ssp. ecalcaratus Seidlitz, 1898
      - ssp. elongatus Herbst, 1797

  - sottogenere Centorus Mulsant, 1854
    - Belopus crassipes Fischer von Waldheim, 1844
    - Belopus procerus Mulsant, 1854
    - Belopus proceroides Leo, 1984

- Lagria Fabricius, 1775
  - sottogenere Lagria s. str.
    - Lagria atripes Mulsant & Guillebeu, 1855
    - Lagria hirta Linnaeus, 1758

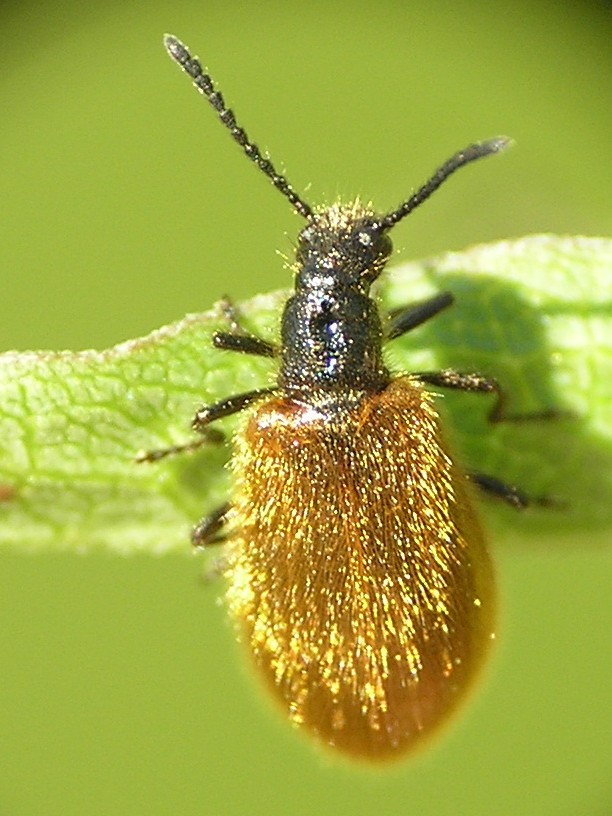
Lagria hirta Linnaeus, 1758 ♀

  - sottogenere Apteronympha Seidlitz, 1898
    - Lagria rugosula Rosenhauer, 1856 (= L. glabrata Olivier, 1792 nec Fabricius, 1775)